# José Gregorio Guillén
José Gregorio Guillén fue un político peruano. 
Fue elegido por la entonces provincia cusqueña de Cotabambas como miembro de la Convención Nacional de 1833 que expidió la Constitución Política de la República Peruana de 1834, la cuarta de la historia del país.